# مهدي بلوشي
مهدي بلوشي هو لاعب كرة قدم مغربي ولد في 6 أبريل 1983. يلعب حاليا في نادي نيويورك سيتي الأمريكي، في مركز الوسط. يلعب مهدي بلوشي بالرجل اليمنى.

## روابط خارجية
- مهدي بلوشي على موقع الدوري الأمريكي (الإنجليزية)
- مهدي بلوشي على موقع قاعدة بيانات كرة القدم.إي يو (الإنجليزية)
- مهدي بلوشي على موقع Soccerway.com (الإنجليزية)
- مهدي بلوشي على موقع AS.com (الإسبانية)